# サクラ大戦オンライン
サクラ大戦オンライン（サクラたいせんオンライン）は、セガのオンラインゲームサービス「open dice」対応のオンラインゲームのシリーズ名およびゲームソフト名。
2001年12月20日にドリームキャスト用ゲームソフトとして、『サクラ大戦オンライン ～帝都の長い日々～』『サクラ大戦オンライン ～巴里の優雅な日々～』が同時発売された。初回限定版にはサクラ大戦仕様のキーボード（『帝都の長い日々』）またはパネルクロック（『巴里の優雅な日々』）が付属した。
なお、open diceは2005年11月30日にサービスを終了したため、現在オンラインプレイは不可能となっている。

## 特徴
本作は、同社のゲーム「サクラ大戦シリーズ」を題材にしたオンラインゲームの一つ。ネットワーク内に存在する『サクラ大戦』の「帝都」と『サクラ大戦3 〜巴里は燃えているか〜』の「巴里」をモチーフとした仮想都市の中でサクラ大戦のキャラクターや他のプレイヤーキャラクターと交流をしたり、花札・大富豪・ポーカー・麻雀といったゲームで対戦できる内容である。
お気に入りのキャラクターを連れて歩くことが可能で、バレンタインデーや誕生日には特殊なイベントが発生する。またオンラインでの声優イベントやゲーム大会なども行われた。また、open diceに対応しているため、『ぐるぐる温泉2』『ぐるぐる温泉3』『オンラインゲームズ 大ぐるぐる温泉』のユーザーと交流が出来るようになっていた。
さらに、ネットワークを使用せずにコンピュータと収録されているテーブルゲームをプレイすることが出来る『オフラインモード』も搭載されている。

### 帝都版・巴里版での相違点
先述した通り、本作は『～帝都の長い日々～』と『～巴里の優雅な日々～』の、サブタイトルやパッケージのデザインが異なる2種類のバーションが存在している。ゲームの基本的な内容は同じだが、購入したバージョンによって本拠が異なり、最初に選択出来るパートナーが異なるなどの相違点がある。

### 主人公に与えられる任務
売店などで購入できるアイテムには種類が存在し、購入には資金が必要である、それらを購入する資金を得るために任務（ミニゲーム）をこなしていく。

### アイテム
売店などで購入できるアイテムは自室などを飾ることができる。